# Echinodorus heikobleheri
Echinodorus heikobleheri är en svaltingväxtart som beskrevs av Karel Rataj. Echinodorus heikobleheri ingår i släktet Echinodorus och familjen svaltingväxter. Inga underarter finns listade.